# 羅伊斯頓 (喬治亞州)
羅伊斯頓（英語：Royston）是一個位於美國喬治亞州富蘭克林縣和哈特縣的城市。

## 地理
羅伊斯頓的座標為34°17′08″N 83°06′35″W / 34.28556°N 83.10972°W，而該地的平均海拔高度為274米（即899英尺）。

## 人口
根據2010年美國人口普查的數據，羅伊斯頓的面積為8.81平方千米，當中陸地面積為8.77平方千米，而水域面積為0.04平方千米。當地共有人口2582人，而人口密度為每平方千米293.08人。